# كفر الشيخ داود
قرية كفر الشيخ داود هي إحدى القرى التابعة لمركز الإبراهيمية في محافظة الشرقية في جمهورية مصر العربية. حسب إحصاءات سنة 2006، بلغ إجمالي السكان في كفر الشيخ داود 1034 نسمة، منهم 513 رجل و521 امرأة.